# 其れ、則ちスケッチ。
『其れ、則ちスケッチ。』（それ すなわちスケッチ）は、テコメノY制作による日本のWebアニメ。1話約10分の短編アニメであり、2021年11月17日よりYouTubeで配信されている。かつて存在したお笑いコンビ・フォークダンスDE成子坂のコントを次世代に残すプロジェクト。略称は「それすけ」。
2022年4月4日から5月16日まで、TOKYO MXにて月曜1時5分から35分（日曜深夜）に放送。2話ずつ全6回放送。最終回はYouTube配信に先駆けての放送となった。

## 製作
2019年に死去したフォークダンスDE成子坂の桶田敬太郎が「自分たちのネタやアイデアをアニメキャラクターに演じさせたい」と語っていたことから開始したプロジェクトで、生前交流のあった小栗弘、岩濱正人、石ダテコー太郎、春山元樹の4人が主要メンバーとして参加している。
成子坂のコントは「当時から斬新で今も色あせない作品」であり、「過去の記録としてではなく、今見ても面白いものだ」と伝えるために、再ビデオ化ではなく新規コンテンツとしての製作を決めたという。個人的な弔いから始まったプロジェクトであることから、初めから大手企業の出資を受けたくないという理由で、CAMPFIREにてクラウドファンディングでの資金調達が行われた。成子坂の2人とは遠い存在のキャラクターが演じることで、コントそのものの面白さを証明しようという流れから、キャラクターは女の子に決定し、CGキャラクターのデザインができることなどからコンセプトデザインを吉崎観音に依頼することとなった。
コント部分はノーカットで収録されている。

## あらすじ
お笑い好きのハジメとチヅルはSNSで知り合い、旅行に出かけるが、無人島で遭難してしまう。2人は島をめぐりつつ、記録としてコント動画を撮り始める。

## 登場人物
ハジメ
声 - 植田ひかる
チヅル
声 - 春木めぐみ

## スタッフ
- 原作 - フォークダンスDE成子坂（桶田敬太郎、村田渚）[7]
- コンセプトデザイン - 吉崎観音[7]
- 構成・演出 - 石ダテコー太郎[7]
- 構成 - 山口正武[7]
- 音楽 - 青木茂[7]
- 3Dモデリング - トミタケ[7]
- 3Dモーションディレクター - cort[7]
- モーションキャプチャー - ライブカートゥーン[8]（第1話 - 第3話）、ゆにクリエイト[7]（第4話 - 第12話）
- アニメーション制作 - テコメノY[7]
- プロデューサー - 小栗弘、岩濱正人[7]
- 製作 - 其れ、則ちプロジェクトチーム。[7]

## 主題歌
「ふたりのフォークダンス」
ハジメ（植田ひかる）、チヅル（春木めぐみ）による第12話のエンディングテーマ。作詞は石ダテコー太郎、作曲は井上純一、編曲は中村皓。

## 各話リスト
| 話数 | タイトル               | 配信日          |
| ---- | ---------------------- | --------------- |
| #1   | やってみない?          | 2021年 11月17日 |
| #2   | ひとりじゃない         | 11月24日        |
| #3   | すっごく好きだよ       | 12月1日         |
| #4   | ほら、面白い           | 12月8日         |
| #5   | そのままでいいよ       | 12月22日        |
| #6   | どこでもいい           | 2022年 1月26日  |
| #7   | なんか安心した         | 2月16日         |
| #8   | 私は応援してるから     | 3月9日          |
| #9   | 私の生きがいなんだから | 3月23日         |
| #10  | 前向きっていいね       | 4月13日         |
| #11  | ますます燃えてきた     | 5月4日          |
| #12  | 描き続けよう           | 5月19日         |

## Webラジオ
『其れ、則ちラジオ。』のタイトルで、音泉にて2021年10月20日より毎週水曜日に配信。パーソナリティは植田ひかる（ハジメ役）と春木めぐみ（チヅル役）。1週間後に、Youtube公式サイトでも配信される。